# 观音寺镇 (新郑市)
观音寺镇，是中华人民共和国河南省郑州市新郑市下辖的一个乡镇级行政单位。

## 行政区划
观音寺镇下辖以下地区：
大董村、田庄村、楼李村、十里铺村、王行庄村、前河刘村、南场村、太清村、夏庄村、沟冯村、姚张村、闫庄村、石固堆村、岳口村、林庄村、贾庄村、菜王村、英李村、潩水村、唐庄村和唐户村。